# Elecciones presidenciales de Malí de 2013
Las elecciones presidenciales se celebraron en Malí el 28 de julio de 2013 y la segunda vuelta se celebró el 11 de agosto. Ibrahim Boubacar Keïta derrotó a Soumaïla Cissé en la segunda vuelta para convertirse en el nuevo presidente de Malí.

## Antecedentes
Según la Constitución de 1992, las elecciones deberían haber tenido lugar en 2012. La primera ronda estaba prevista originalmente para el 29 de abril y la segunda ronda para el 13 de mayo. También se planeó que la primera ronda incluyera un referéndum sobre la revisión de la constitución.
Las elecciones habrían marcado el final del segundo mandato del presidente Amadou Toumani Touré, conforme a la Constitución maliense que limita a los individuos a dos mandatos presidenciales. Touré confirmó, en rueda de prensa el 12 de junio de 2011, que no volvería a presentarse a las elecciones.

### Guerra civil y golpe de Estado
En 2012, los tuaregs y otros pueblos de la región de Azawad, en el norte de Malí, iniciaron una insurgencia en el norte bajo la bandera del Movimiento Nacional para la Liberación del Azawad. El ejército de Malí se quejó de que estaba mal equipado para luchar contra los insurgentes, que se habían beneficiado de una afluencia de armamento pesado de la guerra civil libia de 2011, así como de otras fuentes. El 21 de marzo de 2012, elementos del ejército dieron un golpe de Estado militar y formaron el Comité Nacional para la Restauración de la Democracia y el Estado. Las elecciones programadas fueron entonces cuestionadas después de que los líderes golpistas suspendieran la constitución y arrestaran a ministros del gobierno, mientras prometían que, en algún momento en el futuro, se celebrarían elecciones para devolver el gobierno al control civil. Tras el golpe, los rebeldes hicieron nuevos avances para capturar las tres ciudades más grandes del norte. El 1 de abril de 2012, bajo presión de la Comunidad Económica de los Estados de África Occidental (CEDEAO), el líder de la junta, el capitán Amadou Sanogo, anunció que se restablecería la constitución.
Tras las sanciones económicas y el bloqueo del país por parte de la CEDEAO, se firmó un acuerdo negociado en Burkina Faso por el presidente Blaise Compaoré bajo los auspicios de la CEDEAO, por el que Sanogo cedió el poder a Dioncounda Traoré para asumir la presidencia de forma interina hasta que se celebraran las elecciones.
El 1 de julio de 2013, 6.000 de un total futuro de 12.600 tropas de mantenimiento de la paz de la ONU asumieron oficialmente la responsabilidad de patrullar el norte del país desde Francia y la Misión Internacional de Apoyo a Mali (AFISMA) de la CEDEAO. La fuerza estaría dirigida por el ex segundo al mando en Darfur, el general ruandés Jean Bosco Kazura, y será conocida como MINUSMA. Aunque se esperaba que el grupo desempeñara un papel en las elecciones, el presidente de la comisión electoral, Mamadou Diamountani, dijo que sería "extremadamente difícil" conseguir hasta ocho millones de tarjetas de identificación para votar cuando había 500.000 personas desplazadas como resultado del conflicto.

### Controversias electorales
Para mejorar el proceso electoral, el gobierno decidió utilizar el proceso electoral del Censo Administrativo para Elecciones (RACE) para dirigir aún más al ministro de Administración Territorial y Gobierno Local y al Administrador General de Elecciones, General Kafougona Kone. La mayoría de los partidos políticos preferirían el uso de otro sistema electoral bajo la Vocación Administrativa Censal del Estado Civil (RAVEC), un proceso electoral considerado más confiable. Sin embargo, el gobierno considera que este segundo proceso con RAVEC presenta una serie de dificultades para la identificación de los no malienses que viven en Costa de Marfil y que es necesario realizar muchas correcciones en muy poco tiempo.
El coste de utilizar este otro proceso se estima en 41.000 millones de francos CFA de África Occidental (casi 83 millones de dólares estadounidenses). En una reunión entre el gobierno y los partidos políticos el 3 de enero de 2012, el director nacional del Interior del Ministerio de Administración Territorial y Gobierno Local, Bassidi Coulibaly, reconoció la débil influencia de los ciudadanos en la revisión de las listas electorales.

## Sistema electoral
El Presidente de Malí es electo por voto de mayoría absoluta con utilización de la segunda vuelta electoral, para servir un mandato de 5 años.

## Resultados
| Candidatos                     | Partido político                                           | Primera vuelta | Primera vuelta | Segunda vuelta | Segunda vuelta |  |
| Candidatos                     | Partido político                                           | Votos          | %              | Votos          | %              |  |
| ------------------------------ | ---------------------------------------------------------- | -------------- | -------------- | -------------- | -------------- |  |
| Ibrahim Boubacar Keïta         | Asamblea por Malí                                          | 1 175 769      | 39,79          | 2 355 394      | 77,62          |  |
| Soumaïla Cissé                 | Unión por la República y la Democracia                     | 582 127        | 19,70          | 679 069        | 22,38          |  |
| Dramane Dembélé                | Partido Africano para la Solidaridad y la Justicia         | 286 929        | 9,71           |                |                |  |
| Modibo Sidibé                  | Fuerzas alternativas para la renovación y el surgimiento   | 146 839        | 4,97           |                |                |  |
| Housseini Amion Guindo         | Convergencia para el desarrollo de Malí                    | 140 345        | 4,75           |                |                |  |
| Oumar Mariko                   | Solidaridad Africana para la Democracia y la Independencia | 75 875         | 2,57           |                |                |  |
| Choguel Maïga                  | Movimiento Patriótico para la Renovación                   | 69 767         | 2,36           |                |                |  |
| Modibo Diarra                  | Rally por el desarrollo de Malí                            | 63 320         | 2,14           |                |                |  |
| Jamille Bittar                 | Partido para el Desarrollo Económico y la Solidaridad      | 52 216         | 1,77           |                |                |  |
| Mountaga Tall                  | Congreso Nacional de Iniciativa Democrática                | 45 384         | 1,54           |                |                |  |
| Moussa Mara                    | Yéléma                                                     | 45 227         | 1,53           |                |                |  |
| Mamadou Bakary Sangaré         | Convención Socialdemócrata                                 | 31 803         | 1,08           |                |                |  |
| Soumana Sako                   | Convención Nacional para África Unida                      | 26 524         | 0,90           |                |                |  |
| Oumar Ibrahima Touré           | Alianza por la República                                   | 25 235         | 0,85           |                |                |  |
| Haïdara Aïchata Alassane Cissé | Alianza Chato 2013                                         | 22 274         | 0,75           |                |                |  |
| Niankoro Yeah Samaké           | Partido por la Acción Cívica y Patriótica                  | 17 007         | 0,58           |                |                |  |
| Konimba Sidibé                 | Movimiento del Deber Ciudadano                             | 16 780         | 0,57           |                |                |  |
| Hamed Sow                      | Manifestación de los Trabajadores por el Desarrollo        | 16 763         | 0,57           |                |                |  |
| Racine Seydou Thiam            | CAP                                                        | 16 153         | 0,55           |                |                |  |
| Oumar Boury Touré              | GAD                                                        | 15 738         | 0,53           |                |                |  |
| Ousmane Ben Traoré             | Partido Ciudadano por el Renacimiento                      | 15 640         | 0,53           |                |                |  |
| Cheick Keïta                   | Unión por la Democracia y la Alternancia                   | 14 623         | 0,49           |                |                |  |
| Siaka Diarra                   | Unión de Fuerzas Democráticas                              | 14 281         | 0,48           |                |                |  |
| Youssouf Cissé                 | Independiente                                              | 12 258         | 0,41           |                |                |  |
| Cheick Boucadry Traoré         | Convergence africaine pour le renouveau                    | 9177           | 0,31           |                |                |  |
| Sibiri Coumare                 | Convergencia Africana para la Renovación                   | 9051           | 0,31           |                |                |  |
| Alhousseïni Maiga              | PANAFRIK                                                   | 8159           | 0,28           |                |                |  |
|                                |                                                            |                |                |                |                |  |
| Votos válidos                  | Votos válidos                                              | 2 955 264      | 88,34          | 3 034 463      | 97,16          |  |
| Votos blancos o nulos          | Votos blancos o nulos                                      | 389 989        | 11,66          | 88 664         | 2,84           |  |
| Total                          | Total                                                      | 3 345 253      | 100            | 3 123 127      | 100            |  |
| Abstención                     | Abstención                                                 | 3 484 443      | 51,02          | 3 706 569      | 54,27          |  |
| Participación                  | Participación                                              | 6 829 696      | 48,98          | 6 829 696      | 45,73          |  |

El 3 de agosto de 2013, el candidato de ADEMA, Dramane Dembélé, que quedó tercero en las elecciones, anunció su apoyo a Ibrahim Boubacar Keita en la segunda vuelta, diciendo que "estamos en la Internacional Socialista, compartimos los mismos valores". Sin embargo, al respaldar a Keita contradijo la postura oficial de ADEMA, que había respaldado al rival de Keita, Soumaïla Cissé, el día anterior. El partido subrayó que Dembélé hablaba sólo por sí mismo y que el partido seguía apoyando a Cissé.